# Liste der Brunnenanlagen im Berliner Bezirk Lichtenberg

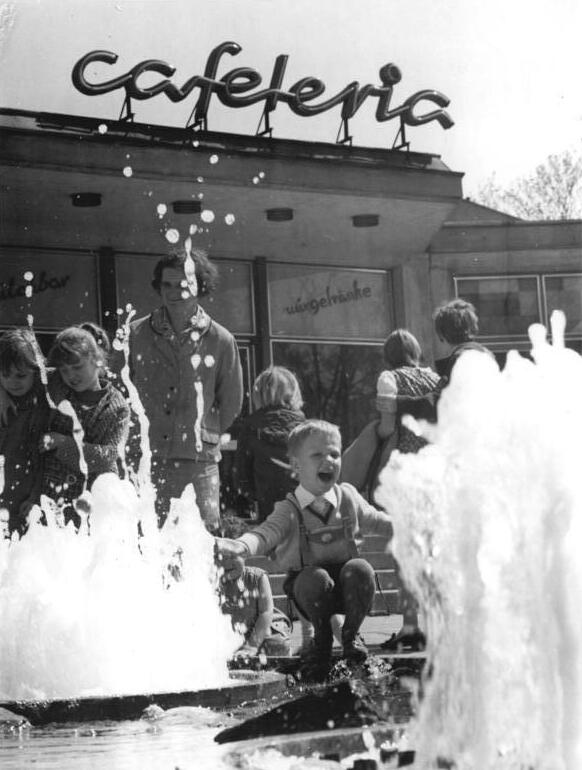
Ehemalige Springbrunnenanlage im Tierpark Berlin im Jahr 1970

Die Liste der Brunnenanlagen im Berliner Bezirk Lichtenberg ist eine detaillierte Übersicht der Schmuck-Brunnenanlagen im öffentlichen Raum des Bezirks Lichtenberg. Erfasst wurden auch Brunnen, die außer Betrieb oder nicht mehr vorhanden sind. Nicht aufgenommen wurden architektonisch gestaltete Entwässerungsanlagen und private Springbrunnen.
Die in allen Ortsteilen ebenfalls aufgestellten metallenen Straßen- und Notwasserbrunnen haben ein eigenes Lemma.
Die Auflistung enthält 66 Objekte (Stand Juni 2020) und basiert auf der Internetdarstellung des Berliner Senats über die öffentlichen Brunnen in Lichtenberg (hier werden 18 Anlagen aufgelistet [Stand Ende 2016]), auf einer Dokumentation des Luisenstädtischen Bildungsvereins und auf weiteren entsprechend angegebenen Quellen.

## Überblick
Der Bezirk verfügt in den Bereichen Fennpfuhl, Friedrichsfelde und Neu-Hohenschönhausen über mehr Schmuckbrunnen im Vergleich zu den übrigen Ortsteilen. Das liegt daran, dass in den ab den 1970er Jahren errichteten Neubauvierteln entsprechend zentraler Vorgaben „gesellschaftliche Zentren“ einzuplanen waren. Ein solches Zentrum war ein Komplex aus Einkaufsmöglichkeiten, Dienstleistungen und einem künstlerisch gestalteten Freizeit-Aufenthaltsbereich mit Blumenbeeten, kleinen Grünanlagen, mit Sitzgelegenheiten und Skulpturen oder Springbrunnen. Die dann aufgestellten Brunnen und Skulpturen waren überwiegend Auftragswerke, die der Ost-Berliner Magistrat nach internen Wettbewerben auswählte und finanzierte. In den historisch gewachsenen Ortsteilen Alt-Hohenschönhausen, Falkenberg, Karlshorst, Lichtenberg (ohne den Bereich Frankfurter Allee Süd), Malchow, Rummelsburg und Wartenberg gibt es dagegen wesentlich weniger oder sogar gar keine öffentlichen Schmuckbrunnen.
Laut Darstellung des Senats gibt es in Berlin mehr als 270 Schmuckbrunnen, Seefontänen und Planschen, deren Wartung seit 2017 durch die Berliner Wasserbetriebe erfolgt.

## Liste der Brunnen
Die sortierbare Zusammenstellung ist nach Ortsteilen und darin nach den Straßen alphabetisch (vor)geordnet.
Legende
- OT: Ortsteil, dabei bedeuten:

AH=Berlin-Alt-Hohenschönhausen, Fa=Berlin-Falkenberg, Fe=Berlin-Fennpfuhl, Fr=Berlin-Friedrichsfelde, Ka=Berlin-Karlshorst, Li=Berlin-Lichtenberg, NH=Berlin-Neu-Hohenschönhausen, Ru=Berlin-Rummelsburg
- Name (kursiv): Bezeichnung des Brunnens, wie vom Künstler vorgenommen
- Adresse: am nächsten gelegene(s) Straße/Gebäude, darunter Geokoordinaten (Lage)
- Jahr: wann aufgestellt
- Künstler; wenn mehr als ein Künstler bekannt sind, erfolgt die Sortierung nach dem Nachnamen des zuerst Genannten
- Kurzdarstellung: Geschichte und Details mit Bild (falls vorhanden)

| OT | Name                                                                                              | Adresse Lage                                                                               | Jahr                                                   | Künstler                                                                              | Kurzdarstellung und Bild |
| -- | ------------------------------------------------------------------------------------------------- | ------------------------------------------------------------------------------------------ | ------------------------------------------------------ | ------------------------------------------------------------------------------------- | --- |
| AH | Flusspferdbrunnen                                                                                 | Große-Leege-Straße, Brunnen in der Flusspferdhofsiedlung Lage                              | 1931–1934                                              | Paul Emmerich, Paul Mebes                                                             | Anfang des 21. Jhd. dort vorhanden und in Funktion Zwei aus Kalkstein geschlagene Flusspferde stehen in einem abgewinkelten langen rechteckigen wassergefüllten Betonbecken. Aus zwischen den Tieren platzierten Fontänendüsen steigt tagsüber Wasser empor. |
| AH | ehemaliger Wasserstein Fontänenfeld                                                               | Landsberger Allee, auf einem Platz vor dem Allee Center Lage                               | 1985 2014                                              | Rüdiger Amend & Co.                                                                   | Der aufgerichtete rechteckige Brunnenstock aus Kalkstein, Bestandteil eines gesellschaftlichen Zentrums in diesem Wohnviertel, wurde im Sommer 2013 abgebaut. Die Wassertechnik war nicht mehr funktionsfähig, die Umgebung stetig verschmutzt. Nach einem Gestaltungswettbewerb, in den auch die Anwohner einbezogen waren, ließ das Center-Management in Zusammenarbeit mit dem Bezirksamt ein Fontänenfeld mit umlaufenden Sitzgelegenheiten an dieser Stelle errichten. Der Entwurf stammt vom Landschaftsarchitekten Rüdiger Amend und dem Büro La.Bar. |
| AH | Findlingsbrunnen                                                                                  | auf einem namenlosen Platz vor den Häusern Landsberger Allee 225/227 Lage                  |                                                        | unbekannt                                                                             | Im Jahr 2016 nicht mehr in Betrieb. |
| Fa | Fontänenreihe                                                                                     | Hausvaterweg 39, Tierheim Berlin Lage                                                      | 2002 (Eröffnung des Tierheims)                         | unbekannt                                                                             | Entlang des Randes des Wasserbeckens nahe dem Haupteingang sind im Tierheim 15 Fontänen in einer Reihe platziert. |
| Fe | Wasser- oder Klinkerwand                                                                          | Fennpfuhlpark, an der Karl-Lade-Straße Lage                                                | 1989                                                   | Jürgen Karnopp                                                                        | Wasseranschluss nach 2007 abgebaut, Brunnenbecken und Keramikwand bepflanzt Die Wand aus Klinkern und Keramikformsteinen (im Sonderformat 24 cm × 24 cm × 12 cm) ist 20 Meter lang und 2,60 Meter hoch. In verschiedenen Höhen sind mehrere Reihen Sprühöffnungen eingearbeitet, aus denen das Wasser in bogenförmigen Strahlen austrat. In gleicher Länge befand sich davor ein strukturiertes dreiteiliges höhenabgestuftes Wasserbecken, in dem die Wasserstrahlen aufgefangen und zur Umwälzpumpe geleitet wurden. Das Rohrsystem verlief hinter der Wand offen; noch 1993 war die Wasseranlage in Betrieb. Der Künstler erhielt ein Honorar von 23.000 Mark. Die Finanzierung und Sauberhaltung der ausgedehnten Anlage fiel dem Bezirksamt immer schwerer, so dass schließlich das Wasser abgeschaltet und die Becken mit Rosen und Büschen bepflanzt wurden. Mittels Bänken und einem kleinen Treppensystem ist ein Ruhepunkt an dieser Stelle entstanden. |
| Fe | Kugelbrunnen                                                                                      | Anton-Saefkow-Platz Lage                                                                   | 1984                                                   | Jürgen Karnopp                                                                        | In einem quadratischen mit Spaltklinkern versehenen Becken sind 25 verschieden große Keramik-Kugeln unregelmäßig platziert. Zwischen ihnen sind auf dem Boden des Beckens elf kleine Wasserdüsen eingelassen, die jedoch seit dem Jahr 2019 nicht mehr sprudeln. Zusätzlich sind etliche Kugeln zerbrochen und müssten dringend erneuert werden (Stand Januar 2023). |
| Fe | Findlingsbrunnen                                                                                  | Anton-Saefkow-Promenade am Anton-Saefkow-Platz Lage                                        | 1983                                                   | Lothar Scholz                                                                         | Ein 27 Tonnen schwerer Findling stand ursprünglich auf einem Betonhügel, der an den Seiten mehrere kleine Findlinge und Mulden für eine Bepflanzung trug. Die Blumen und Grünpflanzen wurden jedoch stetig ausgewaschen, sodass lediglich der Betonklotz mit dem Granit obenauf stehen geblieben war. Dieser Anblick (siehe oberes Bild) war wenig erfreulich, weshalb der Stein vom Wasserzulauf getrennt und etwas weiter nördlich in der Promenade, mittig zwischen vier junge Bäume, versetzt wurde (unteres Bild). |
| Fe | Monumentalbrunnen                                                                                 | Anton-Saefkow-Platz Lage                                                                   | 1985                                                   | Peter SchubringPeter Schubring                                                        | Nach Rekonstruktionsüberlegungen um 1995 abgerissen. Östlich davon in unmittelbarer Nähe auf dem Platz wurde stattdessen ein kleines Springbrunnenfeld installiert und im Jahr 2009 in Betrieb genommen. weitere Bilder |
| Fe | Trinkbrunnen                                                                                      | Anton-Saefkow-Platz                                                                        | 2019                                                   | Berl. Wasserbetriebe                                                                  | Direkt an der Anton-Saefkow-Promenade wurde um 2019 ein Trinkbrunnen Typ II aufgestellt und in Betrieb genommen. |
| Fe | Fontäne im Fennpfuhl-Gewässer                                                                     | Fennpfuhlpark Lage                                                                         | 1985                                                   | unbekannt                                                                             | Nach jahrelangem Dahinrotten hatte das Bezirksamt die Leitungen und Pumpen entfernen lassen. Mit Ströer Media fand sich ein Sponsor, der die technische Erneuerung der Schwimmfontäne an gleicher Stelle finanzierte und die Unterhaltung vertraglich zugesichert hat. Die Neueinweihung fand anlässlich des Fennpfuhlfestes 2013 statt. |
| Fe | Korallen-Brunnen                                                                                  | Möllendorffstraße Ecke Storkower Straße Lage                                               | 1975                                                   | Toni Mau                                                                              | Seit etwa 1991 außer Betrieb. Ein drei Meter hoher Brunnenstock auf Postament ist als Skulptur erhalten, das Becken wurde zubetoniert. Die Skulptur ist eine stilisierte Darstellung von drei miteinander verbundenen Korallenstöcken, in deren Durchbrüchen farbiges Glas platziert wurde. Die Idee der Korallen mit den Glaseinlagerungen wurde für die Mauer um den Biergarten eines nahe stehenden Restaurants aufgegriffen. Heutiger Eigentümer der verbliebenen Plastik ist die Wohnungsgesellschaft Howoge. |
| Fe | Vogelbrunnen oder Möwenbrunnen                                                                    | Otto-Marquardt-Straße Lage                                                                 | 1980/81                                                | Baldur Schönfelder                                                                    | In einem quadratischen Kunststeinbecken (Seitenlänge neun Meter) steht ein drei Meter hoher metallener Brunnenstock. Dieser wird von einer transparenten weltkugelförmigen Metallkonstruktion umgeben. Auf einem inneren, in drei Galerien aufgeteilten eiförmigen Gebilde sitzen insgesamt 28 Möwenpaare, jedes Pärchen 35 Zentimeter hoch und aus Bronze gefertigt, gleichmäßig verteilt übereinander. Das Wasser tritt aus der Mitte bogenförmig nach allen Seiten aus und wird von den Ringen der Weltkugel in das Becken abgelenkt. |
| Fe | Brunnen mit Metallplastik                                                                         | Roederplatz Lage                                                                           | 1976                                                   | Friedrich Schötschel                                                                  | Es ist nur noch das Becken vorhanden. Länge und Breite des Kunststeinbeckens: 6 m × 8 m; die Höhe des Edelstahlrohrs betrug 2,50 m, im oberen Teil gabelte sich das Rohr in zwei Teile, die leicht nach außen gebogen waren. Um sie herum wanden sich sieben schlankere Edelstahlrohre, an deren Ende sich je ein Sprühkopf befand, von dem ein Bündel Algen (nach Aussage des Künstlers „etwas Organisches“) herabhing, es hätten auch Eiszapfen oder Blätter sein können. Die gesamte Brunnen-Innenkonstruktion wurde um 2008 vom Bezirksamt abgebaut und eingelagert, das Becken danach ansehnlich bepflanzt und zunächst äußerlich mit Fischen, Seesternen und ähnlichem dekoriert. Bei der Totalumgestaltung des angrenzenden Platzes erhielt das Becken farbige Keramikplatten als Beplankung. |
| Fe | Plansche im Rudolf-Seiffert-Park                                                                  | Rudolf-Seiffert-Straße Lage                                                                | 2006                                                   | Kerstin Grimm                                                                         | Auf der Fläche einer abgerissenen DDR-Standardschule wurde eine ebenerdige Labyrinthfläche von 135 m² aus hochwertigen frostfesten und durchgefärbten Steinzeugfliesen ornamental gestaltet. Die umgebenden Sitzmöglichkeiten erhielten mittels kleinerer Fliesen und Mosaiksteinchen aus einem Glas- und Steinmix ein ansprechendes Äußere, das ein Streifenmuster bildet. Das Wasser fällt aus einem Edelstahlring herab. |
| Fe | ehemaliger Hoher Brunnen oder Brunnen mit Betonplastik Springbrunnenanlage mit der Figur „Storki“ | Storkower Bogen Lage                                                                       | 1980 2010                                              | Rolf Winkler (Hoher Brunnen) Rainer Hascher (Wasserspiel)                             | Der rund sechs Meter hohe Brunnenstock aus Steinguss ist in den 1990er Jahren vollständig entfernt worden. Nachdem in der Umgebung statt des gesellschaftlichen Zentrums eine komplette neue Bebauung, der Storkower Bogen, entstand, hat das Management an Stelle des früheren Schmuckbrunnens ein Wasserspiel mit mehreren Fontänen in einem Brunnenbecken aufstellen lassen. Der Verbleib der Brunnenskulptur (eine Säule mit acht paarweise angeordneten gegeneinander versetzten Schalen in unterschiedlichen Höhen) ist nicht bekannt. Der neu angelegte Springbrunnen, vom Architekten des Komplexes mitgeplant, ist ein kniehohes großflächiges geschwungenes Kunststeinbecken mit mehreren beweglichen Düsen, umlaufenden Sitzmöglichkeiten und einem als abstrakte Figur (Storki) gestalteten Pumpenhäuschen. |
| Fr | Keramikbrunnen                                                                                    | Straße Alt-Friedrichsfelde 99 Lage                                                         | 1981                                                   | Jürgen Karnopp                                                                        | Desolater Zustand; weder als Brunnen noch als Schmuckreste erkennbar. Das geflieste Becken ist mit einer Fläche von 3,60 m × 8 m als Halbrund geformt. Seine abstrakten Keramikkörper von unterschiedlicher Form hatten eine Höhe zwischen 20 und 75 Zentimetern. Sie enthielten Wasserspeier und luden auch zum Sitzen ein. Zur Fahrbahn hin wird die Anlage von keramischen Pflanzkübeln begrenzt. Nur der Fliesenboden mit seiner Umrandung und ein paar Düsen und Objektreste zeugen noch von der ursprünglichen Funktion des verfallenen Spielbrunnens. weitere Bilder |
| Fr | Tränke                                                                                            | vor der Straße zur Robert-Uhrig-Straße Lage                                                | 1984                                                   | Günter Thüre                                                                          | Seit 1990 nicht mehr in Funktion. Die beiden lang-rechteckigen Brunnenbecken sind bepflanzt. Zwischen ihnen stehen drei in freien Formen gestaltete Sandsteingebilde (2,20 m, 2,40 m und 2,90 m hoch) mit flachen Mulden, in denen sich Wasser sammeln kann, auf drei Kalkstein-Brunnenstöcken. |
| Fr | Kleiner Brunnen oder Kugelbrunnen                                                                 | im Hof zwischen Charlottenstraße, Köpitzer Straße und Alfred-Kowalke-Straße Lage           | 1987                                                   | Hannes Warscycek (Architekt, Maler, Grafiker) und Horst Scholz (Bildhauer, Steinmetz) | Nach einem Rohrbruch im Jahr 2013 bis 2016 wieder inganggesetzt. Mittig auf einer fünfstufigen Treppe steht ein wuchtiges achteckiges Becken mit einer geviertelten Kugel darin. Auf dem obersten Beckenrand ist eine liegende Halbkugel mit 1,60 m Durchmesser befestigt, in die eine hochkant stehende Halbkugel mit einem Meter Durchmesser eingearbeitet ist. Das Wasser strömt aus der obersten Kugel, läuft an dieser herunter über eine Tülle in die Mitte der viergeteilten Kugel, gelangt dann über einen Ablauf in einen Auffangschlitz und von dort in den Kreislauf zurück. – Alle Brunnenelemente sind aus rötlichem Sandstein geschlagen. |
| Fr | Theodor-Fontane-Brunnen                                                                           | Dathepromenade Lage                                                                        | 1982                                                   | Hans-Detlev Hennig                                                                    | In einem Becken von 4,50 m Durchmesser steht ein 2,70 m dicker und drei Meter hoher runder Betonsockel, der einen metallenen Reliefring in Augenhöhe trägt. Die Reliefs zeigen auf einer Gesamtfläche von etwa drei Metern Länge und 80 cm Höhe einige typische märkische Landschafts- und dörfliche Situationen. Dazwischen ist ein Zitat aus dem Vorwort der Wanderungen durch die Mark Brandenburg zu lesen: „Erst die Fremde lehrt uns, was wir an der Heimat besitzen. Fontane.“ |
| Fr | Kugelbrunnen                                                                                      | Dolgenseestraße Lage                                                                       | 1975                                                   | Manfred Ebeling                                                                       | Mehrere Kugeln, aus Betonwerkstein gefertigt, ruhen in einem runden Becken (Durchmesser 6,50 m). Der kugelige Brunnenstock in der Mitte ist 1,50 m hoch, hier treten aus sechs feinen Düsen Wasserstrahlen aus. |
| Fr | Pflanzen und Früchte                                                                              | Einbecker Straße 85, auf der Grünfläche vor einem Seniorenheim Lage                        | 1982                                                   | Christina Renker, Alfred Bernau                                                       | Nicht in Funktion. Auf einem runden Brunnenstock erhebt sich eine etwa 1,60 m hohe Keramiksäule, aus der oben eine niedrige Fontäne sprudelte. An den Seiten des Brunnenstocks sind Blütenkelche und Obst dargestellt, aus denen seitlich feine Wasserstrahlen austreten konnten. Das achteckige Kunststeinbecken ist inzwischen bepflanzt. |
| Fr | Spree-und-Havel-Brunnen                                                                           | Dathepromenade Lage                                                                        | 1982                                                   | Dietrich Grüning                                                                      | Die unbekleideten überdimensionalen Frauenkörper sind mit ihrem Gesäß an einem Kegel gelagert, der eine Wasserglocke abschließt. Sie schweben fast waagerecht in Augenhöhe des Betrachters. Die Figuren sind aus Bronze und symbolisieren die beiden typischen Flüsse Berlins, Spree und Havel. Das Wasser befindet sich in einem tiefer gelegenen achteckigen mit Granitsteinen eingefassten Becken von sechs Metern Durchmesser. Es wird durch den Brunnenstock gleichmäßig nach oben gepumpt. |
| Fr | Märkischer Brunnen am Tierpark                                                                    | Heinrich-Dathe-Platz Lage                                                                  | 1982                                                   | Christiane Wartenberg                                                                 | Der Brunnen wurde um 1992 von der Wasserversorgung getrennt; die acht Brunnenstöcke, symbolische Tier- und Menschendarstellungen, ließ das Bezirksamt 2011 renovieren und an einem neuen Standort gegenüber dem Bärenschaufenster-Eingang des Tierparks als kleine Kunstgalerie aufstellen. Sie stehen auf den ursprünglichen gemauerten Pfeilern aus handgeschnittenen Klinkerziegeln; einige der üblicherweise roten Ziegel für die Pfeiler sind grün und blau glasiert. Sie flankieren nun den Platz vor dem Einkaufszentrum Am Tierpark. Ursprünglich war das Brunnenensemble in drei Gruppen aufgeteilt: Vier große Brunnenstöcke mit Wasser speienden Frauenköpfen, gekrönt von Wasser sprühenden Tierköpfen, gruppierten sich um ein zentrales kleines Wasserbecken. Zwei schmale Becken führten auf einer Seite in ein Becken mit drei Brunnenstöcken, auf der anderen Seite in ein größeres Becken mit fünf Brunnenstöcken (siehe oberes Bild). Die Skulpturengestaltung kehrt in einer Plastikgruppe Märkische Wegkreuze der gleichen Künstlerin an der Dathepromenade wieder. |
| Fr | Wasserspielbereich Strand Plansche                                                                | Mellenseestraße 1 / Dolgenseestraße Lage                                                   | 2009                                                   | Büro Cassens und Siewert                                                              | Eine früher bereits vorhandene einfache Plansche wurde erweitert, sodass nun auf einem niedrigen Hügel mehrere Spielmöglichkeiten für die kleinen Besucher vorhanden sind: eine Sprühanlage, eine Handpumpe, drei Ablaufrinnen (mit Wehren ansteuerbar), ein Matschplatz. |
| Fr | Bremer Stadtmusikanten                                                                            | Volkradstraße 28, Hof vom Seniorenheim Lage                                                | 1967                                                   | Karl Lemke                                                                            | Bronzener Brunnenaufsatz, ursprünglich innerhalb eines viereckigen Beckens in der 1967 erbauten Passage Volkradstraße. Während des Abrisses der Passage 2002/2003 im ehemaligen Hans-Loch-Viertel aus der Zeit der DDR wurde die Brunnenplastik von einer couragierten Unternehmerin vor der Verschrottung gerettet. Seither steht sie unweit des ursprünglichen Standortes im Hof eines neu errichteten Seniorenpflegeheims. |
| Fr | Fontänenbrunnen                                                                                   | Tierpark Berlin Lage                                                                       | 1955 (Eröffnung des Tierparks)                         | unbekannt                                                                             | Zwei kaskadenförmige Fontänen in einem 48 m × 17 m großen, aus Sandstein gefassten Becken, unmittelbar vor dem Schloss Friedrichsfelde. weitere Bilder |
| Fr | Frühling                                                                                          | Tierpark Berlin Lage                                                                       | 1961–1964                                              | Senta Baldamus                                                                        | Stillgelegt. Tröpfelbrunnen im Pavillon auf dem Lennéhügel („Lenné-Tempel“), im ehemaligen Schlosspark von Friedrichsfelde; mit aufgesetzter Bronzeplastik eines nackten, sich neckenden, jungen Paares. weitere Bilder |
| Fr | Kinder mit wasserspeiendem Fisch                                                                  | Tierpark Berlin Lage                                                                       | 1963                                                   | Walter Lerche                                                                         | Stillgelegt. Bronzebrunnen am Rand des Gänseteichs, einem ursprünglichen Planschbecken am Kinderspielplatz. Ein kleiner nackter Junge und ein kleines nacktes Mädchen halten zusammen einen großen Fisch, dessen Maul als Wasserspender diente. |
| Fr | Krokodilbrunnen                                                                                   | Tierpark Berlin Lage                                                                       | 1963                                                   | Gerhard Hurte                                                                         | Bild in: stadtentwicklung.berlin.de Eigene Fotos sind nicht gemeinfrei. Darstellung zweier sich umschlingender Krokodile in Mosaiktechnik. Aus dem senkrecht aufragenden Maul eines der Tiere sprudelt eine kleine Fontäne. Rundbecken in der Haupteingangshalle des Alfred-Brehm-Hauses. Aufgestellt im Jahr 1963. |
| Fr | Möwenbrunnen                                                                                      | Tierpark Berlin Lage                                                                       | 1967                                                   | Dietrich Rohde                                                                        | Bronzeplastik eines Möwenschwarms im Zentrum einer mit Gestein verfüllten kreisförmigen Springbrunnenanlage nahe der Möwenvoliere. Aufgestellt im Jahr 2001. |
| Fr | Seelöwe auf Kugel                                                                                 | Tierpark Berlin Lage                                                                       | 1999                                                   | Otto Maerker                                                                          | Bronzeplastik im Zentrum einer kleinen, mit Gestein verfüllten Springbrunnenanlage am Eingangsbereich der Cafeteria. Aufgestellt im Jahr 1999. |
| Fr | Springende Hechte                                                                                 | Tierpark Berlin Lage                                                                       | 1958                                                   | Walter Sutkowski                                                                      | Bronzebrunnen im Kanal südlich vom nachgestalteten Südparterre des ehemaligen Schlossparks von Friedrichsfelde. Der Springbrunnen besteht aus einer engen Gruppe von vier Hechtnachbildungen und wurde im Jahr 1961 aufgestellt. |
| Ka | ohne Namen                                                                                        | Rheinsteinpark Lage                                                                        | vor 1970                                               | unbekannt                                                                             | Eine hohe Fontäne, seit den 1990er Jahren außer Funktion, Rundbecken bepflanzt. |
| Ka | Trinkbrunnen                                                                                      | Johannes-Fest-Platz Lage                                                                   | 2012                                                   | Berliner Wasserbetriebe / Siegfried Kaiser                                            | Brunnen Typ 1 |
| Li | Tröpfelbrunnen                                                                                    | Josef-Orlopp-Straße 13, im Garten des Seniorenheims „Professor Dr. Kurt Winter“ Lage       | vor 1993                                               | Conrad Hunger                                                                         | Nicht in Betrieb. Ein Clown wurde aus Granit geschlagen, auf dem Kopf balanciert er einen Würfel. Er spuckte Wasser aus, das über seinen Körper abtropfte. Die Figur ist etwa zwei Meter groß und steht auf einem aus Pflastersteinen gemauerten niedrigen Sockel. |
| Li | 4 Jünglinge                                                                                       | Josef-Orlopp-Straße, im Gebäude des Konsum Berlin Lage                                     | 1913                                                   |                                                                                       | Nicht in Betrieb Um eine steinerne Brunnensäule sind gleichmäßig vier nackte Jungen gruppiert, die sich gegenseitig an den Ellenbogen eingehakt haben. Auf der Mitte der circa zwei Meter hohen Brunnensäule hockt ein Froschkönig. Die Säule steht in einem runden Becken, dessen Innenseite mit Blattornamenten verziert ist. Seit einigen Jahren schmückt nur noch die Brunnenskulptur das Foyer der Konsum-Verwaltung. |
| Li | Seelöwen in einem Planschbecken                                                                   | Stadtpark Lichtenberg Lage                                                                 | um 1960                                                | unbekannt                                                                             | Nicht in Betrieb. Zwei aus Kunststein gearbeitete und knapp einen Meter hohe Seelöwen konnten Wasser aus ihren Mäulern speien. Die Figuren stehen am Rand eines flachen, polygonalen Wasserbeckens (Durchmesser rund 20 Meter) und stützen sich auf ihre Vorderflossen. Das Wasser sprudelt schon lange nicht mehr. |
| Li | Großer Keramikbrunnen                                                                             | Schulze-Boysen-Straße Lage                                                                 | 1974                                                   | Rudolf Kaiser                                                                         | Vor einer ehemaligen Kaufhalle aufgestellter Tröpfelbrunnen; die ursprüngliche Gestaltung mit keramischen Brunnenschalen auf sechs Brunnenstöcken ging durch Vandalismus verloren. Das Bezirksamt hat in einem Keramikatelier etwas anders gestaltete Teile auf die verkürzten Brunnenstelen aufsetzen lassen. Das quadratische Becken aus Kunststein und mit Keramikverkleidung misst sieben Meter Seitenlänge und erreicht samt Stele für die Kugeln eine Höhe von sieben Metern. Die oberste Tröpfelkugel befindet sich in 2,50 m Höhe über dem Wasserspiegel. |
| Li | Vogelbaum oder Vogeltränke                                                                        | Schulze-Boysen-Straße                                                                      | 1987                                                   | Monika Spieß                                                                          | Ein 1,90 m hohes, stilisiertes, überdimensionales Vogelnest mit drei Mulden als Vogeltränke entwickelt sich aus einem würfelförmigen Podest. Die aus Beton gestalteten Vögel wirken klobig und scheinen gegenüber dem Nest überdimensioniert. |
| Li | Springbrunnen                                                                                     | auf dem Gelände des KEH, in Verlängerung der Herzbergstraße Lage                           | um 1900, im Zusammenhang mit dem Bau des Krankenhauses | unbekannt                                                                             | Im Zentrum eines Rasenrondells steht ein Wasserbecken, etwa zehn Meter Durchmesser, mit einer mittigen Metalldüse für eine Fontäne. Darunter geben mehrere kleinere Düsen seitwärts Wasserstrahlen ab. Das Brunnenbecken ist aus sieben Schichten liegender Backsteine rund aufgemauert. Abgeschlossen wird es mit einem massiven Kranz aus Sandstein. Die Grünanlage vor dem ehemaligen Haupthaus des Krankenhauses wird von Sitzgelegenheiten, künstlerischen Skulpturen und im Sommer gepflegten Blumenbeeten umgeben. |
| Li | Sprudelsteine, Findlingsbrunnen                                                                   | Vor dem Verwaltungsgebäude der Firma Berliner Luft Technik GmbH in der Herzbergstraße Lage | um 1980                                                | unbekannt                                                                             | Der Brunnen wurde vom Erbauer des Verwaltungsgebäudes, der DDR-Firma Lufttechnische Anlagen, installiert. Mehrere verschieden große Findlinge liegen in einem flachen aus einzelnen Rechtecken zusammengefügten Brunnenbecken. Aus dem größten Stein, der aus der Region um Velten stammt, quillt Wasser. Die Nachfolgefirma Berliner Luft GmbH hat den kleinen Brunnen restaurieren lassen und unterhält ihn weiterhin. |
| Li | ohne Namen                                                                                        | Park des Oskar-Ziethen-Krankenhauses Lage                                                  |                                                        | unbekannt                                                                             | Findlinge auf Granitplatte |
| Li | Fischerbrunnen oder Jüngling mit Fisch                                                            | Stefan-Heym-Platz an der Möllendorffstraße / Ecke Frankfurter Allee Lage                   | 1925/1933                                              | Hans Latt                                                                             | Die Bronzeskulptur des Jünglings mit Fisch stand vor 1940 im Stadtpark Lichtenberg in einem einfachen Brunnenbecken. Nach 1950, als die Ruinen des an der Ecke Frankfurter Allee zerstörten Gebäudes abgeräumt waren, wurde die Figur am heutigen Standort in einem neuen größeren Becken aufgestellt. weitere Bilder Aus Anlass der Errichtung eines neuen Wohnensembles in der unmittelbaren Umgebung ab 2017 ließ der Auftraggeber, die Howoge, den Brunnen abbauen und einlagern, die Skulptur wurde restauriert. Nach Baufertigstellung wurde sie in einem neuen größeren Becken und auf einem zwei Meter hohen Podest wieder aufgestellt. (siehe linkes Bild) |
| Li | Brunnen mit Knabe                                                                                 | Zentralfriedhof Friedrichsfelde Lage                                                       | unbekannt                                              | Erwin Kobbert                                                                         | Die 60 cm hohe Figur eines nackten Jungen, aus Kalkstein geschlagen, schmückt den Rand eines Schöpfbeckens. Sie hatte einige Jahre keinen Kopf mehr. In den 2010er Jahren hat die Friedhofsverwaltung die Figur restaurieren lassen. Der Wasserzulauf zum Brunnenbecken ist abgeschaltet. |
| Li | Sinnende                                                                                          | Zentralfriedhof Friedrichsfelde Lage                                                       | unbekannt                                              | unbekannt                                                                             | Nicht in Betrieb. Das Brunnenbecken besteht aus rotem Porphyr und hat einen Durchmesser von 3,70 m. Die Sandstein-Skulptur ist 80 Zentimeter hoch und stellt eine Aktfigur dar. Sie hat das linke Bein aufgestützt, die rechte Hand hält (hielt) sie in das Becken unter einen Wasserzulauf. Der Kopf der Figur ist abgeschlagen. Um den Brunnen herum, der im Urnensenkgarten seinen Platz hat, standen mindestens drei Bänke, von denen nur noch die Betonfüße übrig sind (Stand im Mai 2017). |
| LI | Trinkbrunnen                                                                                      | Herzbergstraße                                                                             | um 2019                                                |                                                                                       | Trinkbrunnen Typ 1, steht in Höhe der Straßenbahnhaltestelle vor dem südlichen Zugang zum KEH |
| LI | Trinkbrunnen                                                                                      | Am Stadtpark Ecke Kielblockstraße                                                          | um 2022                                                |                                                                                       | Trinkbrunnen Typ 1, steht an der Ecke Kielblockstraße an einem östlichen Zugang in den Stadtpark Lichtenberg |
| NH | Mühlenradbrunnen                                                                                  | Am Mühlengrund Lage                                                                        | 1986                                                   | Achim Kühn                                                                            | Der Brunnen war ab Ende der 1990er Jahre außer Betrieb. Nach Protesten aus der Bevölkerung und durch Einspruch des Künstlers konnte er vor dem Abriss bewahrt werden: das Bezirksamt ließ ihn 2015 erneuern, Kühn hatte die Skulpturen überarbeitet. Seit dem Jahr 2016 erfreut er während der Brunnensaison wieder die Einwohner. weitere Bilder |
| NH | Brunnen der Jugend                                                                                | Stadtplatz Wartenberger – Ecke Wustrower Straße Lage                                       | 2002                                                   | Senta Baldamus                                                                        | Aus einem Wasserbecken aus Beton erhebt sich eine Brunnenschale aus Granit. Auf dem darin befindlichen säulenförmigen Granitsockel steht eine Mutter als zentrale Brunnenfigur. Auf dem Rand der Brunnenschale wird sie von acht Kinderfiguren umgeben. Das Wasser fließt zu Füßen der Mutterfigur aus einer halbkugelförmigen Öffnung in die darunter liegende Schale und von dort über den Rand in das große Brunnenbecken. weitere Bilder |
| NH | Kranichbrunnen                                                                                    | Zingster Straße / Ribnitzer Straße Lage                                                    | 1988                                                   | Sonja Eschefeld                                                                       | Nicht in Betrieb. Der Brunnen aus einer vertieften und gepflasterten Bodeneinsenkung wird durch zwei ihre Flügel spreizende Kraniche aus Bronze gebildet, die sich ihrerseits auf einem Betonsockel in der Mitte des Brunnens befinden. Das Becken ist mit großen Feldsteinen eingefasst. Als Brunnen ist er nicht mehr in Betrieb, die Figuren in einem Rondell sich kreuzender Fußwege bilden eine die Umgebung aufwertende Skulptur. |
| NH | Schalenbrunnen                                                                                    | Zingster Straße vor der Schwimmhalle Lage                                                  | 1993                                                   | Herbert Dreiseitl                                                                     | Das Herzstück der Anlage ist eine vier Meter hohe nach oben schlanker werdende Bronze-Stele, an welcher zwei ebenfalls aus Bronze gefertigte Schalen angebracht sind. Oberhalb der ersten Schale tritt das Wasser durch einige Öffnungen im leichten Bogen nach außen und fällt auf die stark geneigte, spitz zulaufende und offene Schale. Die schräg darunter befindliche Schale fängt das Wasser auf, und von hier läuft es in einen flachen mit kleinen Pflastersteinen unregelmäßig geformten, bis zu sieben Meter langen Teich. Über eine Rinne an einer treppenförmigen Anlage verschwindet es schließlich in einem Abfluss. |
| NH | Spatzenbrunnen                                                                                    | Falkenberger Chaussee 134–136 vor der Brunnen-Apotheke Lage                                | nach 1989                                              | unbekannt                                                                             | Der etwa 60 cm hohe Brunnen in Form einer Schatulle mit aufgewölbtem Deckel ist rundherum mit kleinen bunten Mosaiksteinchen verkleidet. Aus seiner oberen Fläche strömt unter einer Prallplatte Wasser allseitig heraus. Beiderseits der Platte sitzen zwei metallene Spatzen, in etwas mehr als Lebensgröße, und baden in der Pfütze. Vor 1990 war das Gebäude der Apotheke und der Arztpraxen eine Kinderkombination, einen Brunnen gab es nicht. |
| NH | Trinkbrunnen                                                                                      | Zingster Straße nahe Schwimmhalle und Schalenbrunnen Lage                                  | 2012                                                   | Berliner Wasserbetriebe                                                               | Brunnen Typ 1 |
| NH | Wasserspiel                                                                                       | Neubrandenburger Straße 21–23 im Quartierspark Neubrandenburger Straße Lage                | 2020                                                   | unbekannt                                                                             | Das Wasserspiel besteht aus einer Sprühsäule, zwei Spritzpumpen, einem Fontänehüpfer und einer Handpumpe. Spritzpumpen und Fontänehüpfer gelten als besonderer Wasserspaß auf Spielplätzen. Auf Sand wurde verzichtet, um Verunreinigungen anliegender Flächen und Verstopfungen der Entwässerung zu verhindern. Die Anlage wird mit Solarstrom versorgt. |
| Ru | Trinkbrunnen                                                                                      | Weitlingstraße, Vorplatz des Bahnhofs Lichtenberg Lage                                     | 2016                                                   | Berliner Wasserbetriebe                                                               | Brunnen Typ 2, nahe der Bushaltestelle. |

## Nicht mehr vorhandene Brunnen
| OT | Name                                           | Adresse / Lage                                                                          | Jahr      | Künstler                                                                 | Kurzdarstellung und Bild |
| -- | ---------------------------------------------- | --------------------------------------------------------------------------------------- | --------- | ------------------------------------------------------------------------ | --- |
| Fe | Klinkerbrunnen                                 | Bernhard-Bästlein-Straße 30 Lage                                                        | um 1975   |                                                                          | Der Brunnen, bei dem das Wasser aus einem Rohr der Wand strömte und in ein Halbrundbecken fiel, ist weitestgehend zerstört. Die Klinkerwand ist von beiden Seiten dicht bepflanzt, so dass die ursprüngliche Anlage kaum noch zu erkennen ist. |
| Fr | Märkisches Milieu oder Vogeltränke             | Grünanlage neben der Schwimmhalle Sewanstraße Lage                                      | 1981      | Sonja Eschefeld                                                          | Die Schmuckanlage bestand aus drei Teilen: eine senkrecht stehende 83 Zentimeter dicke Spirale, einen Meter hoch, daneben zwei Teile, die bereits 1993 nicht mehr erhalten waren (und deshalb nicht genauer beschrieben werden können). Als Material für alle Teile diente Keramik. Eine genaue Vorortbesichtigung im April 2017 ergab, dass alle Teile entfernt wurden. Zwei konzentrisch mit Pflastersteinen eingefasste Gullydeckel, höhenversetzt angeordnet, markieren den früheren Standort des Brunnens. |
| Fr | Quellbrunnen mit Sandsteinplastik              | Robert-Uhrig-Straße, vor einer ehemaligen Kaufhalle Ecke Massower Straße Lage           | 1983      | Karl-Günter Möpert                                                       | Nach 1993 stillgelegt. Im Jahr 1993 hieß es dazu: „Der gestaltete Quellstein steht auf einem kleinen Sockel in einer mit Wasser gefüllten Mulde, die in ein niedriges Podest eingelassen ist. Podest und Mulde sind mit Pflastersteinen ausgelegt. Anlage und Platz strahlen wohltuende Ruhe aus.“ – Die Mulde mit einem Durchmesser von 5,80 Meter befindet sich ihrerseits in einem mit Kleinpflaster gestalteten Quadrat mit Seitenlängen von mehr als sieben Metern. Im Zentrum steht das statisch ausbalancierte Sandstein-Ei von einem Meter Höhe auf einem schmalen runden Betonsockel. Es regt die Fantasie an – beispielsweise könnte der gedrängt angeordnete höhenversetzte Auswuchs eine stilisierte Skyline oder ein aufgeplatztes Ei sein, aus dem Versteinerungen zum Himmel drängen. Auch Stalaktiten sind denkbar, oder die von oben auf dem Oval verlaufenden leichten Erhebungen symbolisieren Wurzeln – der Auswuchs wäre dann ein abgesplitterter Baumstamm. Der Künstler hat keine inhaltliche Aussage getroffen. Der Brunnen wurde 2020 abgetragen, beim Straßen- und Grünflächenamt des Bezirks eingelagert und soll an anderer Stelle wieder errichtet werden. |
| Fr | Die Kogge                                      | Gensinger Straße vor einer ehemaligen Kaufhalle Lage                                    | 1982      | Nikolaus Bode                                                            | War seit nach 2003 nicht funktionsfähig. – Die rund vier Meter hohe Brunnenskulptur aus weißem Polyesterharz stand in einem runden Betonbecken (Durchmesser 6,50 m). Als Wasserspeier fanden sich Fischköpfe am Brunnenstock. Der Senat hatte im Jahr 2000 angekündigt, den Kogge-Brunnen für 30.000 Mark sanieren zu lassen, der jährliche Unterhalt koste zudem 19.000 Mark. Die Sanierung fand aber nicht statt und das Wasser blieb weiterhin abgeschaltet. Danach suchte das Lichtenberger Bezirksamt einen Investor für das gesamte ehemalige gesellschaftliche Zentrum (Gaststätte Kalinka, Dienstleistungswürfel, Kaufhalle und Brunnen) und fand ihn mit dem Unternehmen HIT im Jahr 2014. Nach Abriss der DDR-Bauten wurden auf der Fläche vier Reihen Einfamilienhäuser entlang zweier neu angelegter Straßen errichtet. Die Brunnen-Kogge wurde nach Fertigstellung der Bauten in einem Durchgang zwischen den Straßen und in einer Grünanlage als Einzelplastik wieder aufgestellt. Sie diente zugleich als Namensgeber beider Straßen: An der Hansekogge und Im Achterkastell. Das gesamte Wohnbauprojekt sollte ursprünglich sogar den Namen „Kogge-Viertel“ tragen. Doch hier einigten sich die Beteiligten auf den Namen Kalinka-Viertel, womit nun an das vorherige Nationalitätenrestaurant erinnert wird, das seinen Namen nach einem bekannten russischen Tanzlied trug. |
| Ka | ohne Namen                                     | Hegemeisterweg Ecke Liepnitzstraße Lage                                                 | um 1920   | vermutlich von den Architekten Peter Behrens und Rudolf Gleye mitgeplant | In einem achteckigen aus grob behauenen Granitsteinen geformten Becken stand eine viereckige Säule, aus dem gleichen Material hergestellt. Der Schmuckbrunnen galt als Verkehrshindernis und wurde in den 1960er Jahren abgetragen. |
| Ka | Nachbildung der Lourdesgrotte mit vier Quellen | Köpenicker Allee am ehemaligen St.-Antonius-Krankenhaus Lage                            | 1932      |                                                                          | Im September 1932 wurde im Garten des St.-Antonius-Krankenhauses eine Nachbildung der Lourdes-Grotte eingeweiht, gestiftet von Patienten: „Auf einem kleinen Hügel hinter dem Krankenhaus umrahmt ein kunstvoll angelegter Tuffsteinbau eine 1,30 m hohe Figur der Mutter Gottes. Aus dem Stein sprudeln vier Quellen, die vor der Grotte einen kleinen Bach bilden. Unter der Figur stehen auf einer Marmortafel die Worte ‚Salve Immaculata‘. Wie lange sich dieses Werk auf dem Gelände des Krankenhauses befand, ist nicht bekannt.“ |
| Ka | Fontäne(n)                                     | im Seepark Karlshorst Lage                                                              | vor 1914  |                                                                          | Der 1913 entstandene Seepark war eine weitläufige Parkanlage mit „Springbrunnen, phantasievoller Bepflanzung und abwechslungsreicher Ufergestaltung“ Im Zweiten Weltkrieg und in der Nachkriegszeit wurden die Anlagen zerstört und verschwanden. |
| Li | Zwei Kinder                                    | im Stadtpark Lichtenberg                                                                | um 1910   |                                                                          | Zwei Kinder auf Postament: ein Junge mit Pickelhaube sich Stiefel anziehend; ein Mädchen daneben spielt bäuchlings mit dem Brunnenwasser |
| Li | Brunnen mit knieendem Knaben                   | Zentralfriedhof Friedrichsfelde Lage                                                    | nach 1950 | Figur: Georg Tyllack                                                     | Auf einem quadratischen Brunnenbecken (Seitenlänge zwei Meter) saß ein Knabe mit einem Blumenstrauß in den Händen. Die 90 Zentimeter große hölzerne Figur trägt an der linken Fußsohle den Namenszug „Tyllack“; sie wurde in den 2010er Jahren restauriert und mit brauner Farbe witterungsfest gestrichen. Nun steht sie auf einem Sockel an anderer Stelle des Friedhofs; das Brunnenbecken ist beseitigt. |
| Li | Kinderbrunnen                                  | Zentralfriedhof Friedrichsfelde Lage                                                    |           | unbekannt                                                                | Abgebaut, im Jahr 1993 bereits stark beschädigt. Das achteckige langgestreckte Brunnenbecken ragte 60 Zentimeter über den Erdboden. Die Innenflächen der aus Kalkstein gearbeiteten Anlage waren mit türkisfarbenem Fliesenbruch ausgekleidet. Auf den Brunnenrändern saßen sich ein Mädchen und ein Knabe gegenüber, die jeweils etwa 80 Zentimeter hoch und bekleidet sind. Nach Beobachtung im Januar 2017 wurde der Brunnen an seinem ursprünglichen Standort beseitigt. Die Steinskulpturen erhielten auf sich gegenüberstehenden steinernen Podesten einen neuen Platz. Sie markieren den Zugang zu einer Gemeinschafts-Urnenanlage. |
| Li | Mosaikbrunnen                                  | Siegfriedstraße gegenüber dem BVG-Betriebshof Lichtenberg Lage                          | 1973      | Adam Kurtz                                                               | Seit den 1990er Jahren außer Funktion, im Jahr 2020 total abgerissen, ein Schutthaufen mit einigen Mosaiksteinchen und einem sechseckigen Bauzaun zeigte noch einige Zeit den ehemaligen Standort. Das Gebäudeensemble der früheren Bauarbeiterhotels wurde samt dem Springbrunnen um das Jahr 2007 an einen Privateigentümer verkauft. Vier seitwärts gerichtete mittig angebrachte Düsen stießen Fontänen aus, die in das als Mosaik gestaltete Kunststeinbecken (Durchmesser vier Meter) herabfielen. Das Mosaik symbolisierte Sonne und Mond, Himmel, Erde und Wasser. Es war in eine aufgeständerte Betonschale eingebettet, die einen Außendurchmesser von fünf Metern und eine Höhe von zirka einem halben Meter hatte. Der neue Immobilieneigentümer hatte weder Geld noch Interesse, das Kunstwerk zu erhalten, wie eine kurze Nachfrage im Jahr 2013 ergeben hatte. Um 2019 wurden alle Reste des Brunnens abgerissen und vor Ort zerkleinert. |
| Li | Spielende Kinder                               | Hof des BVG-Wohnblocks im Hofbereich Siegfriedstraße / Rüdigerstraße / Hagenstraße Lage | um 1930   | unbekannt                                                                | Nicht in Betrieb. Über den Rand einer großen runden metallenen Brunnenschale beugten sich acht spielende nackte Kinder. Die Schale stand auf einem achteckigen Podest im Zentrum des Wohnhofs. Bereits Mitte der 1950er Jahre war der Wasserzufluss abgeschaltet. Als nach der politischen Wende die Wohnbauten saniert und der Hof gärtnerisch neu gestaltet wurde, verschwanden die Kinder mit der Schale, nur das Treppenpodest in der Mitte der Rasenfläche blieb erhalten (siehe zweites Bild). |
| Ru | Kleiner Brunnen                                | Nöldnerplatz Lage                                                                       |           | Erwin Kobbert                                                            | Ein rechteckiges Brunnenbecken in den Maßen 1,35 m × 1,60 m stand auf einem niedrigen Podest. In der Mitte des Beckens erhob sich auf einem kleinen Sockel eine Kinderfigur aus Sandstein. Sie trug ein Tuch um die Lenden, das sie mit beiden Händen auf dem Rücken festhielt oder verknotete. Kindermasken an den Seiten spien Wasser in das Becken. Kleine runde Öffnungen ließen das Brunnenwasser zu kleineren Auffangbecken vorn und hinten abfließen. Der Schmuckbrunnen war seit den frühen 1980er Jahren außer Betrieb, das Becken wurde zunächst bepflanzt. Auf Anfrage antwortete das Bezirksamt im Mai 2017: „Im Zuge der Neugestaltung des Nöldnerplatzes Rückbau des nicht mehr funktionstüchtigen Brunnens. Die Kinderplastik wurde zunächst auf dem neugeschaffenen Kinderspielplatz aufgestellt. Nach schwerer Sachbeschädigung (Kopf der Plastik wurde gestohlen) Abbau und Einlagerung der Plastik. Eine Restaurierung/Rekonstruktion ist nicht vorgesehen.“ |
| Ru | Ungarischer Brunnen Trinkbrunnen               | Rosenfelder Ring, auf einem Schulhof Lage                                               | 1970      | Lore Plietsch                                                            | zunächst in den 1990er Jahren stillgelegt. Mit dem Abriss beider Schulgebäude im Wohngebiet verschwand der Brunnen vollständig. Aus dem Hahn eines 1,70 m hohen Brunnenstocks floss frisches Trinkwasser in einen darunter stehenden Trog und von dort in einen Abfluss. Auf Anfrage antwortete das Bezirksamt im Mai 2017: „Im Zusammenhang mit dem Abriss der Schule abgebaut. Brunnentrog zunächst eingelagert; später verliert sich seine Spur, sodass der Verbleib unbekannt ist.“ |
| Ru | Osterpyramide                                  | Rosenfelder Ring 15, vor dem Ärztehaus Lage                                             | 1972      | Karl Lemke                                                               | zunächst in den 1990er Jahren bepflanzt. In den 2010er Jahren am angegebenen Standort nicht mehr vorhanden, dafür befindet sich hier eine weibliche Bronze-Statue. In einem fünfeckigen Betonbecken (Seitenlänge 3,10 m) befand sich ein Brunnenstock. Um diesen herum waren fünfeckige Betonplatten pyramidenförmig angeordnet. Das Wasser trat nach oben aus und lief an der Pyramide ab. Das Material war bereits 1993 marode. Auf Anfrage antwortete das Bezirksamt im Mai 2017: „Mit der Neugestaltung – Birkenhain – beseitigt. Hat nichts mit dem Standort der Bronzeplastik zu tun.“ |

## Trinkbrunnen der Wasserbetriebe

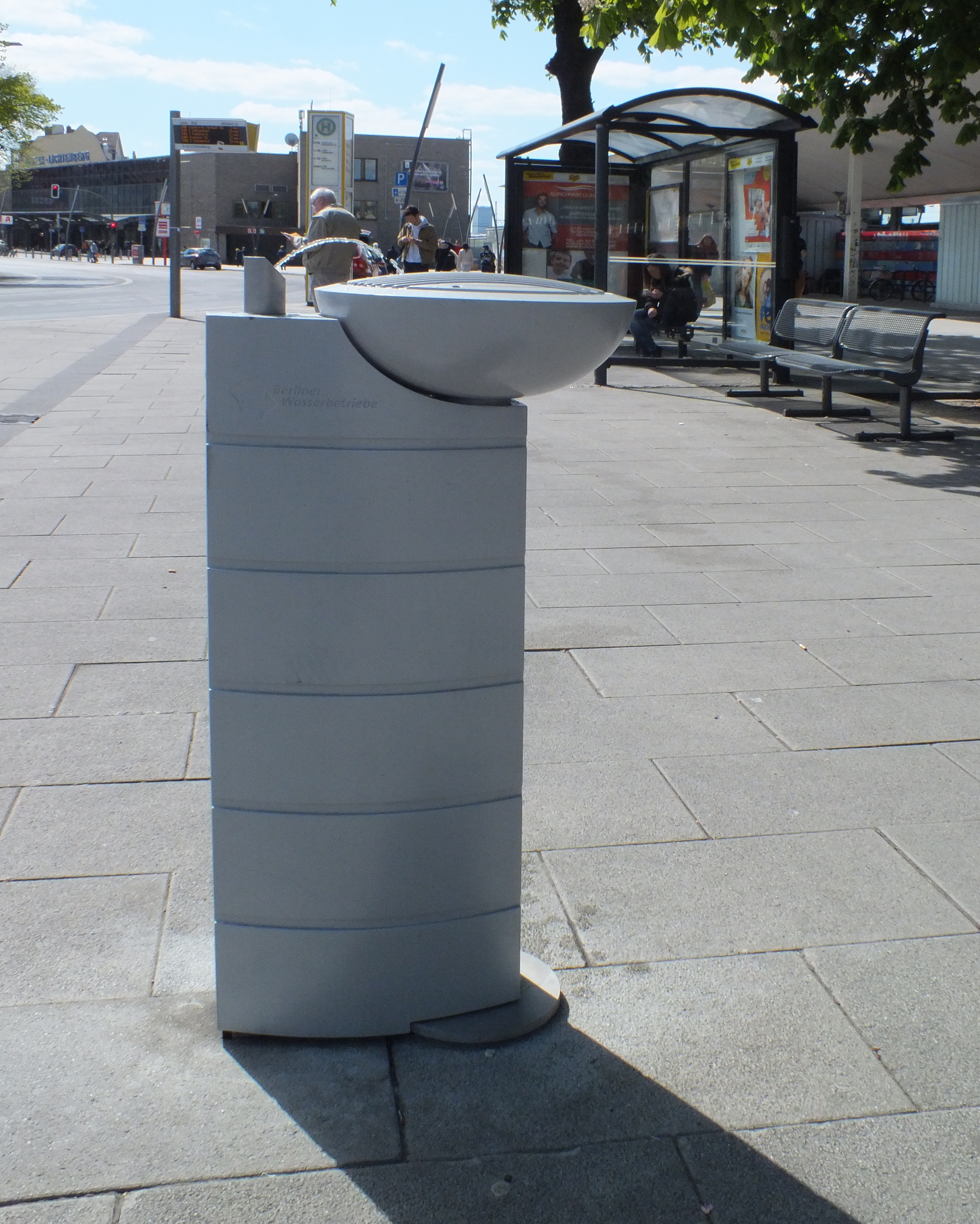
Trinkbrunnen Typ 2, am Bahnhof Lichtenberg

Seit den 1980er Jahren betreibt der städtische Wasserversorger, die Berliner Wasserbetriebe, Trinkbrunnen mit Anschluss an das öffentliche Trinkwasser-Leitungsnetz. Sie wurden von Künstlern gestaltet und befinden sich im gesamten Berliner Stadtgebiet auf öffentlichen Plätzen, bevorzugt an stark frequentierten Stellen. Per Mitte 2018 gibt es 48 solcher kostenlosen und bedienfreien Wasserspender.
In Lichtenberg gab es bis 2018 drei Trinkbrunnen (s. Auflistung), für 2019 sind zwischen dem Bezirksamt und den Wasserbetrieben die Aufstellorte Anton-Saefkow-Platz, vor der Max-Taut-Schule am Nöldnerplatz und im Tierpark Friedrichsfelde vereinbart.
Außerdem wurde ein weiterer Typ-1-Brunnen an der verlängerten Herzbergstraße aufgestellt.

## Zum Problem der stillgelegten Brunnen
Bei der Frage, wie mit den vorhandenen trocken gelegten Anlagen umgegangen wird, müssen nach geltenden Gesetzen immer die Eigentümer der Flächen, auf denen die Kunstwerke stehen, gehört werden. Da die Brunnen außerdem dem Urheberrecht unterliegen, haben die Künstler ein entscheidendes Mitspracherecht. Geben diese keine Zustimmung zu Umbauarbeiten, einer Ortsveränderung oder sogar einem Abriss, sind dem Amt die Hände gebunden. Kurz nach der politischen Wende wurde dieses Urheberrecht jedoch mehrfach missachtet. Die befragten Künstler Christiane Wartenberg und Friedrich Schötschel wussten nichts von Umsetz- oder gar Abrissarbeiten.
Der Mühlenradbrunnen in Neu-Hohenschönhausen ist ein typisches Beispiel: Eine Sanierung und Wiederinbetriebnahme schätzten Fachleute auf eine Summe von etwa 400.000 Euro, wie der Lichtenberger Baustadtrat Wilfried Nünthel (CDU) auf Anfrage im Jahr 2012 mitgeteilt hatte. Der Künstler Achim Kühn lehnte jegliche Umbauarbeiten ab und verlangte eine Wiederinbetriebnahme. Nach Klärung der Finanzierung baute Kühn das metallene Mühlrad mit der Sprudelfigur im Frühjahr 2014 ab und restaurierte es in seiner Werkstatt in Berlin-Bohnsdorf. Das Bezirksamt sorgte nun für die annähernde Wiederherstellung der Originalbrunnenanlage. Vor den Pressevertretern startete der Bezirksstadtrat Wilfried Nünthel an dieser Stelle die Brunnensaison im Frühjahr 2015.
Auch für die Brunnen gilt wie bei Skulpturen: vom Bezirksamt eingelagerte Teile von Anlagen können den neuen Immobilienbesitzern oder Investoren zur Neuaufstellung überlassen werden, wenn der Wunsch nach mehr Schmuck im Wohnumfeld besteht. Für diese Werke entfällt dann die Zuständigkeit der Kommune. Die namentliche Bekanntgabe der eingelagerten Brunnen oder Kunstwerke lehnt das Bezirksamt jedoch ab; die Abteilung Bildung, Kultur, Soziales und Sport mit ihrem Amt für Weiterbildung und Kultur ist aber bereit, über konkrete Vorstellungen einzeln zu verhandeln.